# Тернопільська обласна бібліотека для молоді
Тернопільська обласна бібліотека для молоді — культурно-освітня, науково-інформаційна установа. Підпорядкована Міністерству культури. Заснована 1980 як обласна бібліотека для юнацтва; сучасна назва — від 1994. За своїм функціональним призначенням бібліотека є публічною.
Щорічно бібліотеку відвідують понад 14,5 тис. користувачів. Бібліотека тісно співпрацює з обласною соціальною службою для молоді, молодіжними політичними партіями, творчими громадськими організаціями, місцевими видавництвами, книготорговельними організаціями, навчальними закладами міста, засобами масової інформації.
Працює з 10.00 до 19.00; неділя, понеділок з 10.00 до 18.00. Вихідний: субота. Розташована за адресою: вулиця полковника Нечая, 29.

## Історія
Бібліотека створена у 1980 році як бібліотека для юнацтва.
У 1994 році реорганізована в бібліотеку для молоді.
У 2001 році в бібліотеці відкрито Інтернет-центр за сприяння Посольства США в Україні (реалізація проєкту «Інтернет для читачів публічних бібліотек (LEAP)»).

## Структура
У бібліотеці 8 відділів:
- комплект. та обробки літератури;
- організація, зберігання та використання книжкового фонду;
- інформаційно-бібліографічний;
- абонемент;
- читальний зал;
- автоматизації та інформаційних технологій;
- методично-координаційної діяльності та масової роботи;
- мистецький

і 3 сектори:
- дитячий;
- періодики;
- соціально-психологічної допомоги.

Від 2001 функціонує інтернет-центр.

## Фонд
Бібліотека має постійний онлайновий доступ до повнотекстових електронних видань з гуманітарних, природничих і технічних наук.
Фонд універсальний, нараховує 120 тис. примірників українською та іноземною мовами з різних галузей знань, у тому числі художньої літетури — 62,5 тис.
Також 143 назви журналів та 78 назв газет.

## Довідковий апарат
Довідковий апарат бібліотеки складається з:
- каталогів (генеральний абетковий; читацький абетковий; систематичний; електронний систематичний; краєзнавчий; аудіовідео документів),
- картотек (систематичних статей; назв художніх творів; назв пісень і нот),
- алфафітно-предметного покажчика і фонду довідкової літератури.

## Творчі програми
У бібліотеці діють творчі програми:
- психологічна консультація «Магнолія»,
- «Молодь і дозвілля»,
- клуб «Як досягти успіху»,
- театр книги «Діалог»,
- літературно-мистецька вітальня «Зустрічі без прощань»,
- «Обласна бібліотека для молоді — читачам з обмеженими можливостями»,
- картинна галерея.